# Gongylidiellum linguiformis
Gongylidiellum linguiformis är en spindelart som beskrevs av Tu och Li 2004. Gongylidiellum linguiformis ingår i släktet Gongylidiellum och familjen täckvävarspindlar.
Artens utbredningsområde är Vietnam. Inga underarter finns listade i Catalogue of Life.